# Yamanasaurus lojaensis
Yamanasaurus lojaensis — вид ящеротазових динозаврів родини Saltasauridae, що існував у пізній крейді (маастрихтський ярус, 66,9 млн років тому). Описаний у 2019 році.

## Скам'янілості
Рештки динозавра знайдено у 2017 році у відкладеннях формації Ріо Плаяс неподалік міста Лоха в Еквадорі. Знахідка включає частковий крижовий відділ хребта, частковий середньо-каудальний хребець та кілька пов'язаних кісток кінцівок.